# Eszenyi László (autóversenyző)
Eszenyi László (Veszprém, 1968. július 19. –) magyar autóversenyző, üzletember.
Szülővárosában él. Első üzleti lépése a helyi kábeltévén sugárzott KTV képújság kitalálása és működtetése volt. 1997-ben regisztrálta a balaton.hu nevet ami azóta a régió legnagyobb idegenforgalmi portálja lett. Nevéhez fűződik az első magyar komputer-animációs videóklip, a Vimana II elkészítése is.
Autóversenyzőként jelenleg a Szigetvári Racing Team versenyzője. 2002-ben és 2008-ban magyar bajnoki címet szerzett.

## Eredményei
- 2000       E csop 4.   E-1600 4.         HONDA ESTONIA 21
- 2001       E csop 8.   E-1600 3.         HONDA ESTONIA 21
- 2002       E csop 1.   E-2000 3.         Dallara WV
- 2003       E csop 9.   E-2000 5.         Dallara WV
- 2004       E csop 5.   E-2000 5.         Dallara Alfa
- 2005       E csop 8.   E-2000 8.         FR2000
- 2006       E csop 7.   E-2000 7.         FR2000
- 2007       E csop 4.   E-2000 4.         FR2000
- 2008       E csop 1.   E-2000 1.         Dallara Alfa
- 2009       E csop 3.   E-2000 2.         Dallara Alfa
- 2010       E csop 2.   E-2000 2.         Dallara Alfa